# Шоулс (Индијана)
Шоулс (енгл. Shoals) град је у америчкој савезној држави Индијана.

## Демографија
По попису из 2010. године број становника је 756, што је 51 (-6,3%) становника мање него 2000. године.
| Група             | 2000.       | 2010.       |
| Белци             | 778 (96,4%) | 731 (96,7%) |
| Афроамериканци    | 7 (0,9%)    | 2 (0,3%)    |
| Азијати           | 0 (0,0%)    | 2 (0,3%)    |
| Хиспаноамериканци | 12 (1,5%)   | 10 (1,3%)   |
| Укупно            | 807         | 756         |